# Jinghong
Jinghong (en tai lü:, transcripción: tsêŋhuŋ; en chino, 景洪; pinyin, Jǐnghóng) es el centro político, económico y cultural de la Prefectura Xishuangbanna en la provincia de Yunnan, República Popular China. Su área es de 6867 km² y su población para 2021 superó los 640 mil habitantes. La población de las minorías étnicas es el 66,7% de la población total.

## Toponimia
En el dialecto dai, Jinghong significa "ciudad del alba". El nombre se debe a que, según cuenta la leyenda, el buda Sakyamuni llegó a la ciudad de madrugada, después de haber recorrido un largo camino.

## Administración
La ciudad de Jinghong se divide en 1 subdistrito, 5 poblados, 3 villas y 2 villas étnicas:
- Subdistritos: Yunjinghong
- Poblados: Měnglóng, Gāsǎ, Měnghǎn, Měngyǎng y Puwén
- Villas: Jǐngnè, Dàdùgǎng y Měngwàng
- Villas étnicas: Jǐnghāhāní y Jīnuòshānjīnuò

## Geografía
La ciudad está limitada al sur por las Montañas Hengduan, y el Río Mekong que pasa por Jinghóng. Dos puentes cerca de la ciudad cruzan este río, que fluye sur-este, hacia Laos.

## Clima
La ciudad tiene un clima generalmente húmedo, con fuertes influencias de Monzón, el verano es largo y no hay prácticamente ningún "invierno" como tal. Las horas de sol oscilan entre 1800 y 2300 al año. Su precipitación anual se encuentra entre los 1100 y 1700 mm.
| Parámetros climáticos promedio de Jinghong (1954—2007)        | Parámetros climáticos promedio de Jinghong (1954—2007) | Parámetros climáticos promedio de Jinghong (1954—2007) | Parámetros climáticos promedio de Jinghong (1954—2007) | Parámetros climáticos promedio de Jinghong (1954—2007) | Parámetros climáticos promedio de Jinghong (1954—2007) | Parámetros climáticos promedio de Jinghong (1954—2007) | Parámetros climáticos promedio de Jinghong (1954—2007) | Parámetros climáticos promedio de Jinghong (1954—2007) | Parámetros climáticos promedio de Jinghong (1954—2007) | Parámetros climáticos promedio de Jinghong (1954—2007) | Parámetros climáticos promedio de Jinghong (1954—2007) | Parámetros climáticos promedio de Jinghong (1954—2007) | Parámetros climáticos promedio de Jinghong (1954—2007) |
| Mes                                                           | Ene.                                                   | Feb.                                                   | Mar.                                                   | Abr.                                                   | May.                                                   | Jun.                                                   | Jul.                                                   | Ago.                                                   | Sep.                                                   | Oct.                                                   | Nov.                                                   | Dic.                                                   | Anual                                                  |
| ------------------------------------------------------------- | ------------------------------------------------------ | ------------------------------------------------------ | ------------------------------------------------------ | ------------------------------------------------------ | ------------------------------------------------------ | ------------------------------------------------------ | ------------------------------------------------------ | ------------------------------------------------------ | ------------------------------------------------------ | ------------------------------------------------------ | ------------------------------------------------------ | ------------------------------------------------------ | ------------------------------------------------------ |
| Temp. máx. media (°C)                                         | 25.3                                                   | 28.5                                                   | 31.7                                                   | 33.4                                                   | 32.6                                                   | 31.4                                                   | 30.4                                                   | 30.6                                                   | 30.7                                                   | 29.1                                                   | 26.5                                                   | 24.1                                                   | 29.5                                                   |
| Temp. mín. media (°C)                                         | 11.4                                                   | 11.6                                                   | 13.9                                                   | 17.6                                                   | 20.8                                                   | 22.5                                                   | 22.5                                                   | 22.3                                                   | 21.4                                                   | 19.6                                                   | 16.1                                                   | 12.8                                                   | 17.7                                                   |
| Lluvias (mm)                                                  | 16.6                                                   | 12.3                                                   | 22.2                                                   | 52.8                                                   | 140.4                                                  | 169.9                                                  | 220.9                                                  | 221.0                                                  | 139.3                                                  | 95.6                                                   | 53.6                                                   | 21.6                                                   | 1166.2                                                 |
| Fuente: National Meteorological Centre of China 2010年1月12日 |                                                        |                                                        |                                                        |                                                        |                                                        |                                                        |                                                        |                                                        |                                                        |                                                        |                                                        |                                                        |                                                        |